# Psziché (képregény)
Psziché (Elisabeth Glorianna "Betsy" Braddock, alkalmanként helytelenül írva még a kiadott képregényekben is „Elizabeth”) egy Marvel Comics szuperhős, Britannia Kapitány testvére. Megalkotói az író Chris Claremont és Herb Trimp rajzoló, első megjelenése 1976 decemberére esett, a Captain Britain képregény 8. füzetében.
A szereplő eredetileg Britannia Kapitány csatlósa volt, csakhamar a helyére lépett.
Spanyol nyelven Pszichét „Mariposa Mental”-nak fordították, ami a nevét Lélek Pillangóra módosítja- mivel Psziché telepatikus energia-aurája egy pillangóra hasonlít.

## Története

### Korai évek
Elizabeth "Betsy" Braddock Nagy-Britanniában született, Dr. James Braddock lánya, aki valaha a Túlvilág (Otherworld), egy másik dimenzióbeli birodalom lakója volt, de a Földre küldték ahol feleségül vett egy Elisabeth nevű nőt. Betsynek egy fiú ikertestvére volt Brian és egy idősebb bátyja Jamie, mind apjuk génjeit örökölték.
Betsy lilára festette eredetileg szőke haját és modellkedni kezdett ahol szép karrier bontakozott ki előtte. Mindeközben titokban a S.T.R.I.K.E.  nevű szervezet pszi részlegén is működött.
Az egyik küldetése alatt be kellett szivárognia a Pokoltűz Klubba. Mivel apja jól ismert tagja volt a Klub londoni ágának Betsy számára nem jelentett nehézséget, hogy meghívót szerezzen. Tessa, aki a klubban Xavier professzor kémjeként volt jelen, mentálisan elijesztette, mielőtt belekeveredett volna a Belső Kör machinációiba.
Végül Betsy egymagában folytatta tovább, mint az újdonsült Britannia Kapitány, ez az időszak azonban korán véget ért, mikor megüközött Britannia Kapitány két tősgyökeres riválisával, Vixennel és a Gyilkolás Mesterével. A Gyilkolás Mestere megvakította Betsyt, aki csaknem belehalt a sebeibe. Húga telepatikus sikolyait hallva Brian sietett a helyszínre, megmentette Betsyt és megölte a Gyilkolás Mesterét. A Britannia Kapitányra nehezedő felelősség teljes súlyát magán érezve úgy döntött visszaveszi a szuperhős kosztümöt.
Betsy Svájcba távozott előbb gyógyulni majd síelni, mivel csak fizikailag volt vak, de mégis képes volt érzékelni a környezetét a társaságában levő emberek elméjét olvasva. Innét rabolták egy másik dimenzióbeli televízió producer: Mojo ügynökei és hatkarú kiborg boszorkánya: Spirál.

### Csatlakozás az X-men-hez
Bionikus szemeket ültettek be számára az eredeti helyett, ezek Mojo számára kameraként funkcionáltak és Psziché néven a „Wildways” Tv műsorában szerepeltette. Innét az X-ek tizenéves csapata az Új Mutánsok mentették meg, és velük került New Yorkba. Úgy döntött egy időre náluk is marad, hogy velük tréningezve jobban megismerje a saját képességeit.
Psziché segítette az X-Ment egy Mojo ellen vívott másik csatában, ahol az egész csapat gyerekké változott, mindazonáltal a teljes jogú tagok vonakodtak maguk közé fogadni a lányt, mivel csapatmunka terén a kapacitásai ismeretlenek voltak. Psziché bizonyíthatott, mikor a Mutáns Mészárlás néven ismert esemény után Kardfogú, a Martalócok egy tagja betört az udvarházba, míg az X-Men és az Új Mutánsok távol voltak. Psziché önfeláldozó bátorsággal tartotta fel ellenfelét, dacolva annak pszichés ellenállásával és többszörös testi erejével, míg Vihar és Rozsomák megérkezett. A harc Logan és Kardfogú párbajával zárult, ami alatt Psziché kihasználva, hogy a Kardfogú minden idegszálával Rozsomákra összpontosít, értékes információkat szerzett a Martalócok megbízójáról, a titokzatos Sinisterről. Az X-ek látva Betsy rátermettségét felkérték, hogy csatlakozzon a csapatukhoz, ha ő is jónak látja.
Psziché az X-ek soraiban volt mikor megütköztek Dallasban a Csaló néven ismert misztikus lénnyel, ahol a többiekkel együtt meghalt, majd Roma istennő őt is visszahozta az életbe, mint minden csapattársát. Roma az X-Ment Ausztráliába vitte, ahol megütköztek a Hiénákkal, egy gátlástalan kiborgtestű banditákból álló csapattal. Psziché ezt követően kezdett el páncélt viselni, hogy a testi konfrontációk során jobban tudja védeni magát. Mikor Vihar éltét vesztette a Dadus és az Árvagyártó nevű mutánsokkal való harcban, ő lett a csapat új vezetője.
Plazmát ekkor hívta fel volt barátnője Lorna Dane alias Polaris, akit sokáig a Martalóc Malícia tartott a befolyása alatt, és Alex segítségét kérte. Az X-Men egy emberként tartott Plazmával, de mire elértek a hívás helyszínére Zaladane megelőzte őket. Így kerültek Lorna nyomában tartva a Vadföldre, ahol Psziché váratlanul megsejtette prekognitív érzékével, hogy a négy megmaradt X (saját maga, Káprázat, Plazma és Kolosszus) sorsa az, hogy amint visszatérnek az ausztráliai rejtekhelyükre a Hiénák megölnék őket Pszichét pedig sikertelenül megkísérelik kiborggá alakítani.
Mindennek ellenére a négy mutáns a Kapuőr által nyitott portálon keresztül mégis hazament. A portál fénye elárulta a jelenlétüket a Hiénáknak, akik elől az egyetlen menekülési lehetőség utolsó mentsvárként az Ítélet Kapuja kristályon át vezetett. A rajta keresztülhaladó lényeket kozmikus ítélőszék elé állították és tiszta lappal újjászülettek egy másik életben. Psziché ebben az aktivizálásában látta az egyetlen lehetőséget, hogy megmentse a saját és társai életét. Káprázat és Kolosszus készségesen átléptek rajta, de Plazma habozott és Betsy telepatikus „meggyőzésére” volt csak hajlandó követni a többieket. Psziché az utolsó percben lépett át a Kapun maga elé engedve a társait, mielőtt a Hiénák megérkeztek volna, hogy felkoncolják őket.

### Átalakulva
Az Ítélet Kapujából kikerülve Pszichére a „Kéz” nevű nindzsa klán talált rá. Első emberük Matsu'o Tsurayaba, kapcsolatba lépett Spirállal, hogy megmentse sebesült szeretője Kwannon életét. A Testbolt tulajdonosnője arról értesítette Tsurayabát, hogy Psziché telepatikus ereje a megfelelő gyógyír lehet a kómában fekvő Kwannon sérült agyának. Spirál, Matsu'o számára ismeretlen módon kicserélte a két nő elméjét egymás testébe helyezve azokat és egybeforrasztotta a genetikai struktúrájukat is, hagyva hogy a két nő fele-fele arányban osztozzon Psziché telepatikus hatalmán.
Némi testi és szellemi kondicionálással az önmagát elvesztett Psziché a Kéz első számú merénylője lett Lady Mandarin fedőnéven. Megtanulta a telepatikus hatalmát tőrszerű formába összpontosítani, egyfajta pszichés késbe, ami az ökléből kifelé fordítva jelent meg. Lady Mandarin első küldetésén szembetalálkozott Rozsomákkal. Betsy pszichés kése felszabadította Rozsomák emlékeit, aki viszonzásul segített megtörni felette a Kéz kondicionálását. Betsy Rozsomákkal és Jubilee-vel Genoshára szökött.
Az X-Men két csapatra szakadása után Psziché Küklopsz „Kék Csapatához” csatlakozott és nyilvánvaló vonzalmat mutatott a férfi felé. Ez hamar kenyértörésre vezetett Főnix-szel. A két nő ellenségessége harcba csapott át, amit Kwannon érkezése szakított félbe, aki Betsy korábbi testében élve most Revansnak (Revanche)nevezte magát. Revans azt állította ő az igazi Betsy és még Rozsomák kifinomult érzékei , vagy Xavier professzor telepatikus ereje sem tudták megállapítani melyikük volt az „eredeti Betsy”. Az X-Men Japánba utazott, ám minden kísérletük, hogy magyarázatot nyerjenek Matsu'o-tól vagy Lord Nyoirin-tól, sikertelennek bizonyult, csak féligazságokat kaptak.
Revanche az X-ekkel maradt, mint Psziché „ikertestvére”. A későbbiek során Reanche felfedte, hogy a megfertőződött a „Legacy”, vagyis Hagyaték Vírussal. Xavier és Betsy megpróbálták minden erejükkel lassítani Revanch szervezetének pusztulását, de ő nem akart tengerimalacként haldokolni egy laborban, inkább úgy döntött, addig foglalkozik a múltjával, ameddig képes rá.
A lobogó vírussal testében Kwannon végre képes volt keresztüllátni az elméjét elhomályosító ködön és ráébredt, hogy a fizikai forma, amiben él Betsyé, de az elme és a lélek Kwannonhoz tartozik. Eldöntötte, hogy többé nem hagyja magát senki által manipulálni- ennek első lépéseként kivágta a Mojo által Betsy testébe operált kamera-szemeket. Mivel telepata volt, nem vakult meg teljesen, hiszen az őt körülvevő emberek szemével továbbra is látott. A beültetéseket az udvarházban hagyva Japánba utazott, hogy bosszút álljon Nyoirin-en, de már csak a halálhíréről értesült. Matsu’o végezte ki az általa keltett sok nyomorúságért. Kwannon megkérte régi szerelmét mikor érezte, hogy a vírus végleg legyűri, inkább ő vegye el az életét. Matsu’o megtette a kedvéért- míg Revanch haldoklott a telepatikus erők felfokozott hullámát bocsátotta ki magából egy lenyomatot hagyva valahai szerelmében.
Fél világgal távolabb Psziché megérezte ikertestvére haldoklását és felkereste Matsu’o-t, aki úgy használta a ráörökített telepátiát, ahogy Revanch elvárta volna tőle: helyreállította Betsy testi és szellemi békéjét, visszaadta teljes telepatikus potenciálját, Kwannon memóriatöredékei és maradék személyiségvonásai pedig ezzel párhuzamosan eltűntek belőle, habár megmaradtak a harcművészeti képességei.
Később Jean Grey edzette Betsy-t a telepatikus hatalmai használatában, akinek –immár teljesen birtokolva saját személyiségét- felajánlott egy formális bocsánatkérést Scott Summers miatt. Azt mondta, hogy a kacérkodás Kwannon jellemvonása volt nem az övé, de igazság szerint Betsy ténylegesen vonzónak találta Küklopszot.
Ekkor kezdett el kialakulni egy kölcsönös szimpátián alapuló viszony Psziché és Arkangyal között.

### Crimson Dawn- a Vörös Hajnal
Az X-ek a birtokra vitték Kardfogút, mivel azt hitték, hogy egy sérüléséből kifolyólag képtelen lett az önellátásra, azonban az udvarházban a férfi megtámadta Tabitha Smith-et.
Psziché megkísérelte lekötni párharccal. Habár hála Kwannonnak rendkívüli harcművész vált belőle mégsem volt méltó ellenfele a Kardfogúnak test-test ellen. Realizálva, hogy alig van bármi sansza kétségbeesésében a pszichikus pengéjét hívta segítségül, hogy megsebezze ellenfelét. azonban Creed egy Rozsomák elleni küzdelemben pont agyának azon részeit vesztette el, amire az ilyen stílusú támadások hatottak volna, így Psziché támadása eredménytelen maradt. Betsy csaknem belehalt a sebeibe, mind a Bestia, mind az X-ek Siár technológián alapuló gyógyító felszerelése képtelennek bizonyultak stabilizálni az állapotát.
Arkangyal és Rozsomák Betsy életének megmentéséért doktor Strange-dzsel ellátogattak a Vörös Hajnal vagy „Crimson Dawn” nevű transzcendens helyre, ahol olyan bűvös italt őriznek, ami talán meggyógyíthatna ilyen sérüléseket is. A küldetés sikeres volt- mire visszatértek Psziché felébredt, és visszatért a halál pereméről. Azonban a gyógyító folyadék nem várt mellékhatásokkal járt. Egy piros, tőr alakú tetoválás jelent meg a bal szeme felett és szert tett az árnyékokon keresztüli teleportálás képességére. Mindemellett a személyisége hűvösebb lett, Psziché eltávolodott Arkangyaltól és a csapattársaitól.
Időközben a Crimson Dawn felügyelőjét Tart legyőzte a démoni l Kuragari Kuragari, és ő ült a birodalom trónjára, aki arra használta Pszichének az elixír felé élő adósságát, hogy a királynőjévé tegye. Kuragi vele akart létrehozni egy genetikailag erős vérvonalat, de a terve meghiúsult Arkangyal áldozata árán, aki a saját lényegéből adott, hogy Pszichének ne kelljen semmivel szolgálnia azért, mert annak idején használta az varázsitalt. Betsy megszabadult, de mégis megtartotta a Vörös Hajnal adományozta új képességeit.

## Más megjelenései

### Ultimate Betsy Braddock
Mutáns telepatikus képességei által felvételt nyert a S.T.R.I.K.E. nevű titkos apparátus pszi osztályába, mely tulajdonképp egy kiterjedtebb amerikai kémügynökség, a S.H.I.E.L.D. (Ultimate) egyik részlegeként működött és itt nyert ezredesi rangot.
Az Ultimate világában élő Betsy képességei valamivel eltérő természetűek a főszál azonos nevű szereplőjétől. Ő „pszichés gránátokat” képes elhelyezni az ellenfele elméjében, amik aztán aktiválódásuk után rövidebb-hosszabb időre teszik áldozatát harcképtelenné.

## Külső hivatkozások
- MDP: Psylocke - Marvel Database Project (angolul)
- Spotlight on Psylocke at UncannyXmen.Net (angolul)